# کولکد
کولکد (به مجاری:  Kölked) یک منطقهٔ مسکونی در مجارستان است که در ناحیه موهاچ واقع شده‌است.